# Тамара і секс
«Тама́ра і секс» (англ. Tamara Drewe) — британська комедія 2010 року, режисера Стівена Фрірза. Сценарій до фільму був написаний англійським драматургом Мойрою Бафіні на основі однойменного коміксу британського письменника і карикатуриста Позі Сіммондса. Цей комікс, в свою чергу, сучасна переробка роману «Далеко від збожеволілої юрби» англійського новеліста дев'ятнадцятого сторіччя Томаса Гарді.
Прем'єра фільму відбулась на 63 Каннському кінофестивалі 18 травня 2010. В широкий прокат стрічка вийшла в Франції 14 червня 2010, в Великій Британії 20 вересня 2010, в Україні 12 травня 2011. Дистриб'ютором в Україні виступила компанія Артхаус Трафік.

## Сюжет
Молода лондонська журналістка Тамара після смерті матері приїжджає в рідне село, щоб зайнятися продажем будинку, що дістався їй у спадок, а заразом розбити серця всім, хто в юності змусив її страждати. Господарі сусідської ферми-пансіонату для письменників з неприхованою цікавістю поглядають у бік розкішної дівчини в коротких шортиках, не вірячи своїм очам. Ще якихось 5—7 років тому Тамара була незграбним підлітком, чиє обличчя «прикрашав» потворний ніс гачком. Але лондонські хірурги позбавили дівчину від цього недоліку, перетворивши її на справжню красуню. Через легковажні вчинки панночки життя мешканців райського села перевертається з ніг на голову.

## У ролях
- Джемма Артертон — Тамара Дрю
- Роджер Аллам — Ніколас Гардімент
- Білл Кемп — Глен МакГріві
- Домінік Купер — Бен
- Люк Еванс — Енді
- Темзін Ґреґ — Бет Гардімент
- Піппа Гейвуд — Тесс